# Alapvető jogok biztosa
Az alapvető jogok biztosa közjogi funkció Magyarországon. A biztost – akit gyakran ombudsmannak is neveznek – az Országgyűlés választja meg hat évre, kétharmados többséggel. Feladata az alapjogok védelme, annak biztosítása, hogy a hatóságok tevékenysége ne sérthesse az emberek alkotmányos jogait. Az ombudsmani funkció létrehozására az Alaptörvény 30. cikkének (5) bekezdése ad felhatalmazást az Országgyűlésnek. Az alapvető jogok biztosának megválasztását és működését a 2011. évi CXI. törvény szabályozza. A jelenlegi ombudsman 2019. szeptember 26-a óta dr. Kozma Ákos.
Az alapvető jogok biztosa tevékenységét két helyettes segíti, akiket a biztos jelölése alapján az Országgyűlési képviselők kétharmados többsége választ meg ugyancsak hat évre. A helyettesek is közjogi tisztségviselők, akik a biztossal közösen felelősek az általuk felügyelt alapjogok védelme és gyakorlati érvenyesülésének biztosításáért. A jelenlegi biztoshelyettesek: Szalayné Sándor Erzsébet Prof., a Magyarországon élő nemzetiségek jogainak védelmét ellátó biztoshelyettes (megválasztás: 2013. október 21., újraválasztás: 2019. november 4.) és Bándi Gyula Prof., a jövő nemzedékek érdekeinek védelmét ellátó biztoshelyettes (megválasztás: 2017. február 21.).

## Története
Magyarországon a 2011. évi CXI. törvény 2012. január 1-jei hatályba lépéséig négy országgyűlési biztos működött: az állampolgári jogok országgyűlési biztosa, a nemzeti és etnikai kisebbségi jogok országgyűlési biztosa, a jövő nemzedékek országgyűlési biztosa és az adatvédelmi biztos. Az új szabályozás szerint ezek közül az első három jogutódja az alapvető jogok biztosa lett, míg az adatvédelmi biztos szerepét az újonnan létrehozott Nemzeti Adatvédelmi és Információszabadság Hatóság vezetője vette át. (Az új hivatal első vezetője a korábbi adatvédelmi biztos lett.) A másik három 2011. december 31-én hivatalban lévő ombudsman közül az állampolgári jogok országgyűlési biztosa (Szabó Máté) lett az alapvető jogok biztosa, míg a nemzeti és etnikai kisebbségi jogok országgyűlési biztosa és a jövő nemzedékek országgyűlési biztosa ennek helyettesei lettek. Szabó Máté megbízatása 2013. szeptember 24-én járt le; utódja Székely László lett.

### Az alapvető jogok biztosa
2012. január 1-jén az új alaptörvény hatályba lépésével megszűnt a három szakombudsman posztja, Szabó Máté pedig mint az alapvető jogok biztosa tevékenykedett tovább.
| Alapvető jogok biztosa | Alapvető jogok biztosa | A Magyarországon élő nemzetiségek jogainak védelmét ellátó biztoshelyettes | A Magyarországon élő nemzetiségek jogainak védelmét ellátó biztoshelyettes | A jövő nemzedékek érdekeinek védelmét ellátó biztoshelyettes | A jövő nemzedékek érdekeinek védelmét ellátó biztoshelyettes |
| ---------------------- | ---------------------- | -------------------------------------------------------------------------- | -------------------------------------------------------------------------- | ------------------------------------------------------------ | ------------------------------------------------------------ |
| 2012–13                | Szabó Máté             | 2012–13                                                                    | Kállai Ernő                                                                | 2012                                                         | Fülöp Sándor                                                 |
| 2012–13                | Szabó Máté             | 2012–13                                                                    | Kállai Ernő                                                                | 2012–16                                                      | Szabó Marcel                                                 |
| 2013–19                | Székely László         | 2013–                                                                      | Szalayné Sándor Erzsébet                                                   | 2012–16                                                      | Szabó Marcel                                                 |
| 2013–19                | Székely László         | 2013–                                                                      | Szalayné Sándor Erzsébet                                                   | 2017–                                                        | Bándi Gyula                                                  |
| 2019–                  | Kozma Ákos             | 2013–                                                                      | Szalayné Sándor Erzsébet                                                   | 2017–                                                        | Bándi Gyula                                                  |

## Jogállása
Az alapvető jogok biztosa politikailag független. Senki sem utasíthatja, és tevékenységéért egyedül az Országgyűlésnek felel. Miniszteri jogállása és fizetése, valamint képviselői mentessége van.
Az ombudsmant az Országgyűlés választja meg a köztársasági elnök javaslata alapján, kétharmados többséggel, hat évre. Az Országgyűlés az ombudsmant hivatalából felmentheti, ha 90 napon túli időre képtelen ellátni a feladatát. Amennyiben az ombudsman neki felróható okból feladatát 90 napon túli időre nem látja el, az Országgyűlés őt megfoszthatja hivatalától. A törvényben szabályozott összeférhetetlenség kimondásával is megszüntetheti az Országgyűlés az ombudsman megbizatását.

## Hatáskör
Az ombudsman nem hozhat másokra nézve kötelező döntéseket, de javasolhatja a feltárt visszásságok orvoslását, jogszabályok hatályon kívül helyezését vagy módosítását, valamint szabálysértési vagy fegyelmi eljárások megindítását. Indítványozhatja azt is, hogy az alkotmánybíróság végezze el jogszabályok utólagos alkotmányossági vizsgálatát. Nem vizsgálhatja viszont az országgyűlési biztos a bíróságok, az Országgyűlés, a köztársasági elnök, az Állami Számvevőszék és az ügyészségek tevékenységét, és nem foglalkozhat 1989. október 23. előtti ügyekkel.
Korábban a rendőri intézkedésekkel kapcsolatosan, ha a rendőri intézkedés az állampolgár alapvető jogát sértette, kérhette, hogy panaszát a Független Rendészeti Panasztestület vizsgálja ki. 2020 áprilisától ezt a hatáskört az alapvető jogok biztosa kapta meg, akinek a vizsgálata után az országos rendőrfőkapitány bírálja el a panaszt.

## Helyettesek
Az alapvető jogok biztosa tevékenységét két helyettes segíti, akiket a biztos jelölése alapján az Országgyűlési képviselők kétharmados többsége választ meg ugyancsak hat évre. A helyettesek is közjogi tisztségviselők, akik a biztossal közösen felelősek az általuk felügyelt alapjogok védelme és gyakorlati érvenyesülésének biztosításáért. A jelenlegi biztoshelyettesek: Szalayné Sándor Erzsébet Prof., a Magyarországon élő nemzetiségek jogainak védelmét ellátó biztoshelyettes (megválasztás: 2013. október 21., újraválasztás: 2019. november 4.) és Bándi Gyula Prof., a jövő nemzedékek érdekeinek védelmét ellátó biztoshelyettes (megválasztás: 2017. február 21.).
További részletek: nemzetiségi jogterület - http://nemzetisegijogok.hu/, jövő nemzedékek jogterület - https://www.ajbh.hu/dr.-bandi-gyula

## Az Alapvető Jogok Biztosának Hivatala
Az ombudsman munkáját az Alapvető Jogok Biztosának Hivatala segíti.
Az Alapvető Jogok Biztosa Hivatala a korábbi (Budapest, V. kerület Nádor utca 22. szám alatti) székházából 2019 júliusában ideiglenesen új irodaépületbe költözött. Ennek címe: R70 irodaház, 1074 Budapest, Rákóczi út 70-72. A Hivatal telefonszáma változatlan: +361/475-7100
Az ombudsman hivatalának panaszirodája az 1054 Budapest, Vértanúk tere 1. címen működik.
A panaszát azonosítással vagy azonosítás nélkül benyújthatja az alapvető jogok biztosának weboldalán a https://www.ajbh.hu/forduljon-a-biztoshoz címen. E-mailben a [] oldalon küldheti el a panaszát.
Amennyiben a panaszát személyesen kívánja leadni, keresse fel a panaszirodát. Előzőleg kérjük, a gyorsabb és zökkenőmentes ügyintézés érdekében foglaljon időpontot. Ezt megteheti a Hivatal weboldalán (https://www.ajbh.hu/hu/idopontfoglalas_ugyintezes), vagy telefonon a +361/798-3686  telefonszámon.
Közérdekű bejelentés megtételére lehetősége van az alapvető jogok biztosának weboldalán, amely végigvezeti a bejelentés folyamatán. (www.ajbh.hu).
Panasz illetve közérdekű bejelentés benyújtásáról, annak feltételeiről a http://www.ajbh.hu/tajekoztato olvasható részletes információ.